# Taisei Fujita
Taisei Fujita (født 31. januar 1982) er en tidligere japansk fodboldspiller.
Han har spillet for flere forskellige klubber i sin karriere, herunder Nagoya Grampus Eight, FC Tokyo, Tokyo Verdy, Tokushima Vortis og FC Machida Zelvia.